# یواس‌اس آلرت (ای‌اس-۴)
یواس‌اس آلرت (ای‌اس-۴) (به انگلیسی: USS Alert (AS-4)) یک کشتی بود که طول آن ۱۹۹ فوت ۹ اینچ (۶۰٫۸۸ متر) بود. این کشتی در سال ۱۸۷۴ ساخته شد.